# Nicholas Milgate
Nicholas Milgate (Hilton, 28 marzo 1998) è un giocatore di football americano statunitense, di ruolo linebacker.
Dopo aver giocato a football americano nella squadra di college degli Alfred Saxons è passato agli austriaci AFC Rangers.